# بوب كوستاس
بوب كوستاس (بالإنجليزية: Bob Costas)‏ هو صحفي ومعلق رياضي وممثل أمريكي، ولد في 22 مارس 1952 في كوينز في الولايات المتحدة.

## أعمال

### أفلام
- (2005) المدرب كارتر[5]

## وصلات خارجية
- بوب كوستاس على موقع أوليمبيديا (الإنجليزية)

- بوب كوستاس على موقع IMDb (الإنجليزية)
- بوب كوستاس على موقع ألو سيني (الفرنسية)
- بوب كوستاس على موقع ميوزك برينز (الإنجليزية)
- بوب كوستاس على موقع أول موفي (الإنجليزية)
- بوب كوستاس على موقع قاعدة بيانات الأفلام السويدية (السويدية)
- بوب كوستاس على موقع إن إن دي بي (الإنجليزية)
- بوب كوستاس على موقع قاعدة بيانات الفيلم (الإنجليزية)
- بوب كوستاس على موقع كينوبويسك (الروسية)